# Baraba

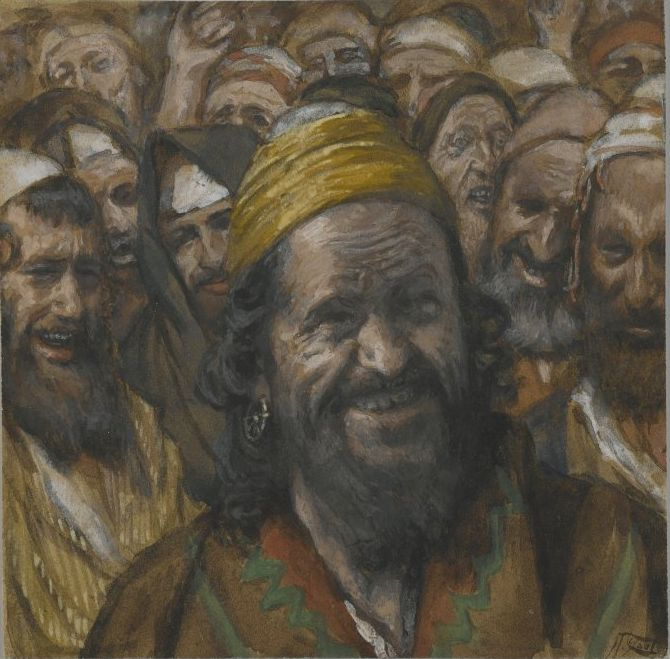
Portret al lui Baraba de James Tissot (1836-1902)

Isus Baraba sau Barabbas este o figură biblică care apare în relatarea Patimilor lui Isus din Nazaret. Baraba este un tâlhar sau un rebel pe care Pilat din Pont  l-a eliberat la Ierusalim de Paști în locul lui Isus la alegerea mulțimii adunate. Mulțimea a ales ca Baraba să fie eliberat și Isus din Nazaret să fie răstignit. Marcu și Luca se referă la Baraba ca la un om implicat într-o  revoltă a  zeloților împotriva romanilor. Obiceiul de a elibera prizonieri în Ierusalim, de Paște, este cunoscut sub numele de Iertarea pascală, dar acest obicei nu este înregistrat în niciun document istoric, altul în afara  evangheliilor. Numele Baraba provine din aramaică בר-אבא, Bar-abbâ (fiul tatălui).
Potrivit istoricului Max Dimont, povestea lui Baraba așa cum apare în evanghelii este lipsită de credibilitate din punct de vedere roman, deoarece prezintă autoritatea romană, reprezentată de Pilat din Pont, intimidată de o  mulțime mică de civili neînarmați în a elibera un prizonier condamnat la moarte pentru răscoală împotriva Imperiului Roman. Un guvernator roman care ar fi făcut acest lucru ar fi fost la rândul lui executat.